# Tucker (Mississippi)
Tucker é uma Região censo-designada localizada no estado americano de Mississippi, no Condado de Neshoba.

## Demografia
Segundo o censo americano de 2000, a sua população era de 534 habitantes.

## Geografia
De acordo com o United States Census Bureau tem uma área de
9,4 km², dos quais 9,4 km² cobertos por terra e 0,0 km² cobertos por água.

## Localidades na vizinhança
O diagrama seguinte representa as localidades num raio de 32 km ao redor de Tucker.